# Лодыженский, Митрофан Васильевич
Митрофа́н Васи́льевич Лоды́женский (иногда: Лады́женский; 15 февраля 1852 — 27 декабря 1917, Тула) — русский писатель и религиозный философ, рациональный мистик; статский советник.

## Биография
Отец — Василий Васильевич (1816—187?), мать — Ольга Алексеевна (рожд. Чулкова, в иночестве Олимпиада, 1818—1895 гг.), сестры Варвара, Екатерина, Ольга и Евдокия. Отец, мать и три сестры (кроме Варвары) приняли монашеский постриг .
В 1873 г. окончил земледельческий институт в Санкт-Петербурге. Служил старшим лесничим, службу по лесному ведомству в начинал Вологодской губернии. В Тульской губернии занимал должность земского начальника в Чернском уезде. В 1884—1886 гг. начальник отделения лесного департамента. С 1 мая 1896 по 8 августа 1898 — семипалатинский вице-губернатор; также был вице-губернатором витебским (8 августа 1898 — 18 мая 1902), ставропольским и могилевским.
Награждён орденами Св. Владимира 3-й и 4-й степени, Св. Станислава 2-й и 3-й степени, Св. Анны 3-й степени. Внесен в 6-ю часть дворянской родословной книги Тульской губернии в 1898 г..
После выхода в отставку занялся литературным трудом, развивая идеи эзотерической философии применительно к христианству.
Летом 1910 года с женой Ольгой Павловной (в других источниках: Ольгой Александровной) жил в десяти верстах от Ясной поляны в имении в деревне Басово. Общался с Л. Н. Толстым. Во второй книге «Мистической трилогии» Лодыженский описывает своё посещение Толстого. Разговор их шёл об индусской философии, о йогах, о теософии, о гипнотизме и о науке, он подробно записан А. Б. Гольденвейзером в его книге «Вблизи Толстого». С М. В. Лодыженским приезжала его жена и их знакомый С. В. Чиркин — бывший управляющий русским консульством в Бомбее; он рассказывал Толстому об Индии. Толстой бывал в Басово у Лодыженских (4 августа 1910 в сопровождении Д. П. Маковицкого), где они беседовали о христианских подвижниках, а в конце июля 1910 года Толстой специально приезжал к Лодыженскому, чтобы познакомиться с «Добротолюбием», впоследствии очень сожалея, что раньше не знал этих книг.
Был другом А. Л. Волынского и оккультиста П. Д. Успенского (искателя «четвертого измерения»).
Был членом и секретарем Российского Теософского общества. Разрабатывал как и Е. П. Блаватская, В. Шмаков, Л. А. Тихомиров и другие, пути синтеза философии, религии и мистики. Знал индусскую йогическую традицию мысли, проводил аналогии между православной и инд. мыслью, полагая, что они сущностно едины. Так на заседании Религиозно-философского общества 24 ноября 1909, посвященном теософии, Лодыженский заявил: «Возможно быть истинным христианином и истинным теософом». Однако позже он убедился, что это невозможно, и из Теософского Общества вернулся в православие.
Лодыженский бывал в Индии и Японии
Умер 27 декабря 1917 года «от кровоизлияния в мозг» и был погребён на кладбище тульского Успенского женского монастыря.

## Критика произведений Лодыженского
В своей рецензии на вторую часть «Мистической трилогии» профессор Московской духовной академии по кафедре апологетики Сергей Сергеевич Глаголев заметил, что «Лодыженский в своей книге просто, ясно и убедительно с православной точки зрения устанавливает апологетическое значение мистических явлений» (стр. 384) и отнес книгу к «экспериментальной апологетике» (стр. 385). Хотя профессор в целом охарактеризовал книгу как «полезную и назидательную» (стр. 385), выразив одобрение тем, что «мистические чаяния … в книге г. Лодыженского … принимают православное направление» (стр. 352), он также указал на целый ряд мелких (недостатки корректуры, опечатки, фактические неточности) и серьёзных недостатков, а также сомнительных утверждений.
Как указал С. С. Глаголев, «Лодыженский не принадлежит к числу профессиональных ученых. Ему не известны приемы научной техники» (стр. 382—383), он «не подвергает исторической критике приводимых им сообщений» (стр. 357), поэтому «по отношению к источникам и пособиям во имя интересов той самой истины, которая так дорога г. Лодыженскому, желательны более критическое отношение и более тщательный выбор» (стр. 357). Так, в частности Лодыженский привлекает для своих целей беллетристов — Эмиля Золя и Л. Н. Толстого, что представляется «рискованным и опасным» (стр. 359), доверчиво руководствуясь трудом Фаррара, который называет капитальным и даже первоисточником, дает странную характеристику арианства (стр. 381—382), доверяет теософичке Анне Безант, проводя сравненительную характеристику «Духовных упражнений» Игнатия Лойолы и метода раджа-йога (стр. 372). В целом Глаголев замечает, что «доверчивое отношение автора к пособиям, некритичность и пользование пособиями, так сказать, третьего и четвертого разряда сделали то, что на страницах его во многих отношениях поучительной книги находится много утверждений, правда, по большей части не относящихся к существу дела, вызывающих сомнения или даже прямо нуждающихся в исправлении» (стр. 361).
По этой причине, а также, видимо, по причине влияния антихристианских учений, которые исповедовал Лодыженский, в его книге можно найти неточные и даже весьма сомнительные с точки зрения православного христианина утверждения. Так проф. Глаголев замечает, что Лодыженский «утверждает, что подвижничество индусское наиболее прославлено в последнее время сравнительно с подвижничеством христианским, причем сам автор признает безусловное превосходство последнего» (стр. 362) и соглашается с публицистом М. О. Меньшиковым, что «христианство ныне договорилось до проклинающего Христа ницшеанства, до враждебного Христу масонства, до отрицающего Христа позитивизма, до полного безверия агностиков и нигилистов, до полного безбожия анархистов» (стр. 363). Также «Лодыженский совершенно устраняет участие личной воли в благодатной молитве» (стр. 374), употребляет несогласное с православным догматом о триипостасности Божества выражение «вся Божественную Ипостась Святой Троицы» (стр. 374) и не замечает, что в сущность христианского мученичества не столько в непоколебимой твердости, сколько в принятии смерти со смирением и любовью в противовес ненависти и гордости, которые поддерживали иных подвергаемых мучениям людей (стр. 381).
Кроме того, в своей рецензии проф. Глаголев отметил, что в труде Лодыженского есть гипотезы и теории, сомнительные с точки зрения научной. Так, «на 39 стр. автор выдвигает совершенно парадоксальный тезис, что развитие авиации и изобретение беспроволочного телеграфа дают нам теперь больше возможности представлять мистические созерцания, чем в эпоху древних подвижников» (стр. 363—364), а также принимает странную теорию эволюции мистических чувств канадского психиатра д-ра Ричарда Бекка, автора книги «Космическое сознание», по которой «высшие психические способности… проявляются сначала у отдельных исключительных личностей, потом делаются более частыми, дальше становятся доступными для развития или приобретения у всех и, наконец, начинают принадлежать всем людям от рождения» (стр. 379—380).

## Критика Лодыженским католицизма
Отдельной темой в книге «Свет незримый» выступает критика католицизма. Здесь Лодыженский также не избежал ошибок и неточностей. В своей рецензии проф. Глаголев замечает (стр. 358):

«Г. Лодыженский противополагает православию католицизм, как истине полной истину неполную, осложненную чувственным, мирским элементом. Превосходство православия в его книге выступает с поразительною яркостью, но под условием, если католицизм изображен у него правильно. Но г. Лодыженский дает нам католицизм в изложении протестантов. Из католических сочинений он привлекает лишь „подражание Христу“, которое уверенно считает произведением Фомы Кемпийского и Духовные упражнения Игнатия Лойолы. Этого мало. Для изображения Франциска Ассизского он пользуется книгами В. И. Герье и П. Сабатье. Но тот и другой—протестанты. Наш автор владеет французским языком. На французском языке он может найти католические книги излагающие то, что относится к существу его труда. Назову: Ioly — психология святых, Chollet — психология избранных, Poulin — благодатные дары молитвы (опыт мистического богословия), Meric — Другая жизнь. Книги эти не велики, не дороги и легко могут быть найдены. Из них автор мог бы увидать, что то, что ему представляется в католицизме всеобщим, на самом деле является местным. Найдет он в мистическом богословии рассуждения и о том, что рядом с благодатными радостями подвижникам обычно посылались болезни (Так было от дней ап. Павла и у нас до дней Серафима Саровского и Амвросия Оптинского). Болезни подавались, дабы не превозносились, дабы пребывали в смирении. Таким образом призыв к смирению мы находим и на западе. Точка зрения на католицизм, устанавливаемая г. Лодыженским, принципиально правильна, но она должна быть изменена в деталях и должна быть лучше обоснована. Если бы автор характеризовал католицизм при помощи католических сочинений, он явился бы гораздо более убедительным.»
Также проф. Глаголев указывает (стр. 371) на неправильное понимание Лодыженским догмата о безошибочности папы и допущенные им грубые неточности в изложении исторических фактов, связанных с этим догматом:

«На стр. 87 г. Лодыженский сообщает, что папа у католиков является непогрешимым владыкою. На 104 стр. он пишет, что от францисканцев было потребовано „полное подчинение их наместнику Христа на земле, безгрешному папе“. Где, у какого писателя г. Лодыженский мог найти наименование папы безгрешным? Ни в XIII в. при Франциске, ни в XV при Лойоле не было ещё догмата о непогрешимости папы. Догмат был провозглашен в 1870 г., но этот догмат учит лишь, что папа непогрешим в изложении христианского учения, когда он учит „ex cathedra“ от лица всей церкви. Это выражение „ex cathedra“ сообщает эластичность догмату и ослабляет его опасные последствия. Догмата о личной безгрешности папы или даже о непогрешимости его в делах управления в католической церкви не существует. По мысли г. Лодыженского, обеты безусловного подчинения папе были чреваты роковыми последствиями. Но так ли это? Теория и практика — две вещи разные. Теоретически папы были безусловными владыками иезуитов; фактически иезуиты часто правили папами. А если так, то устанавливаемая г. Лодыженским связь между подчинением католической церкви папе и отсутствием смирения у католиков является проблематическою.»
В книге «Свет незримый» Лодыженский приводит популярное среди ряда православных полемистов сравнение мистики Серафима Саровского и Франциска Ассизского. Проф. Глаголев замечает (стр. 385):

«Являясь апологетом религии, г. Лодыженский указывает в своей книге религиозную истину в христианстве в его православной форме. Свой тезис „православие есть истина“ он опять таки доказывает не отвлеченными соображениями, а практическими. Он, можно сказать, руководится словами Христа об учителях: „по плодам их узнаете их“ ( Мф. 7:16). Он указывает лучший плод католицизма во Франциске Ассизском и противополагает ему смиренного Серафима Саровского. И в изложении г. Лодыженского — правдивом и бесхитростном чистый образ Серафима и стоящих за ним подвижников первых веков являются действительно убедительными доказательствами истинности православия.»

## Сочинения
- Сверхсознание и пути к его достижению. М., 1906
- Индусская Раджа-Йога и христианское подвижничество. СПб., 1911
- Свет Незримый. Из области высшей мистики. СПб., 1912
- Темная сила. Пг., 1914
- Мистическая трилогия. Т.1. Сверхсознание. Петроград, 1915
- Враги Христианства. Петроград, 1916
- Невидимые волны. Повесть в пяти частях. Петроград, 1917